# Federación argelina de baloncesto
La FAB (por sus siglas en francés "Fédération Algérienne de Basket-Ball") es el organismo que rige las competiciones de clubes y la Selección nacional de Argelia. Pertenece a la asociación continental FIBA África.

## Registros
- 151 Clubes Registrados.
- 4115 Jugadoras Autorizadas
- 12098 Jugadores Autorizados
- 1500 Jugadores NoAutorizados

## Clubes de Primera División (Masculino)
- Amel Université Annaba
- Association Sportive des Aptt D'Alger
- Chabab Riadhi Baladiat Dar El Beida
- Club Oranais de Basketball
- Djamia Riadhi Baladiat Staoueli
- Jeunesse Sportif Du Basket M'Sila
- Mouloudia Club D'Alger (MCA)
- Nasr Athlétique D'Hussein Dey
- Olympique Club D'Alger
- Union Sportive de Biskra
- Widad Adabi Boufarik
- Widad Amal Rouiba

## Clubes de Primera División (Femenino)
- Association Sportive Des Ptt D'Alger
- Asuc'Rija
- CR Hussein-Dey
- E.D.R.
- EPAU
- Mouloudia Club D'Alger
- O. Boumerdes
- Olympique Club D'Alger